# Festivalni (Krasnodar)
Фестива́льный (FMR, en ruso: Фестива́льный, ФМР) es un mikroraión perteneciente a los distritos Západni y Prikubanski de la ciudad de Krasnodar, en el krai de Krasnodar de Rusia.
La mayoría de las edificaciones del barrio son bloques de pisos de 5 a 9 plantas. Su cercanía al centro lo convierte en uno de los barrios con el costo de la vivienda más caros de la ciudad. Sus principales calles son Turguéniev, Krasni Partizán y Dzerzhínskaya.